# Tibetan Freedom Concert
Les Tibetan Freedom Concert, ou concert pour la liberté du Tibet sont une série de concerts organisés dans le monde entier. 

## Historique
Pour leur album Ill Communication, les Beastie Boys font appel à certains invités : Eric Bobo, Dave Navarro et des moines tibétains. C'est à partir de cet album que les Beastie Boys ont créé la fondation Milarépa, dans le but initial de verser des redevances aux moines qui ont été échantillonnés sur ce disque. Par la suite, une idée de concert pour le Tibet a été lancée, amenant au premier concert bénéfice de la série Tibetan Freedom Concert, à San Francisco en 1996.
C'est pendant le week end du 15 juin 1996 qu'a lieu de premier Tibetan Freedom Concert dans le parc du Golden Gate de San Francisco, avec les Beastie Boys, The Smashing Pumpkins, Rage Against the Machine, Sonic Youth, les Red Hot Chili Peppers, Foo Fighters, Pavement, Beck, Björk, Cibo Matto, Richie Havens, John Lee Hooker, De La Soul, les Fugees, A Tribe Called Quest, Biz Markie et The Skatalites. Chaque jour, les spectacles s'ouvrent et se terminent par une prière chantée par les moines bouddhistes. De nombreuses célébrités, dont Tom Waits, Krist Novoselic, Goldie Hawn ou Kurt Russell, sont aperçues dans les coulisses. L'évènement permet de récolter 800 000 dollars pour la fondation Milarépa.
La seconde édition du Tibetan Freedom Concert se déroule les 7 et 8 juin 1997 au Downing Stadium sur Randall's Island à New York. Elle accueille  les Beastie Boys, Radiohead, U2, les Foo Fighters, Alanis Morissette, Blur, Noel Gallagher, Ben Harper, The Jon Spencer Blues Explosion, Patti Smith, Michael Stipe et Mike Mills de R.E.M., Sonic Youth, Porno for Pyros, The Mighty Mighty Bosstones, Pavement, Rancid, A Tribe Called Quest, KRS-One, Biz Markie, Lee Scratch Perry avec Mad Professor, Taj Mahal and the Phantom Blues Band, Yungchen Lhamo et Nawang Khechog. Eddie Vedder et Mike McCready, de Pearl Jam, interprètent Yellow Ledbetter (en). Björk, accompagnée de Mark Bell et d'un ensemble de cordes, y interprète les morceaux All Neon Like, Jóga, Hunter et Pluto. Ce sont 250 000 dollars qui sont récoltés pour l'indépendance du Tibet. Des concerts ont également lieu à San Francisco et Washington, parallèlement à celui de New York.
Le 3e Tibetan Freedom Concert se tient au RFK Stadium de Washington les 13 et 14 juin 1998. S'y produisent à nouveau les Beastie Boys, A Tribe Called Quest, KRS-One, Wyclef Jean, Radiohead, R.E.M., Pearl Jam, Beck et Patti Smith, auxquels s'ajoutent Tracy Chapman, Live, Herbie Hancock and the Headhunters, The Wallflowers, Sean Lennon, Pulp et Blues Traveler. Les Red Hot Chili Peppers se joignent à Money Mark and the Jungle Brothers pour un show surprise. Malheureusement, la première journée est raccourcie par l'orage, plusieurs membres du public étant frappés par la foudre et grièvement blessés, tandis la majeure partie du second spectacle est entravée par des problèmes techniques.
La 4e édition, le 13 juin 1999, se déroule simultanément à East Troy (Wisconsin), Amsterdam, Sydney et Tokyo. 
L'Alpine Valley Music Theatre d'East Troy accueille les Beastie Boys, Rage Against The Machine, Live, Eddie Vedder, Tracy Chapman, The Cult, Blondie, Run–DMC, The Roots, Otis Rush, Cibo Matto et Handsome Boy Modeling School. Amsterdam reçoit Garbage, Blur, Urban Dance Squad, Alanis Morissette, Ben Harper & The Innocent Criminals, Luscious Jackson, Joe Strummer and The Mescaleros, Thom Yorke & Jonny Greenwood. A Tokyo jouent Buffalo Daughter, Audio Active, Kan Takagi, Scha Dara Parr, Kiyoshirō Imawano et Nawang Khechog. Sydney accueille Regurgitator, Spiderbait, The Mavis's, The Avalanches, Neil Finn, The Living End, Celibate Rifles, Not From There, Gerling, Jebediah, You Am I, Garpa, Blackalicious, Eskimo Joe et Trans Am.
Kelsang Chukie Tethong a joué dans le groupe Gang Chenpa durant la série des Tibetan Freedom Concert à New York (1997), Washington, D.C. (1998) et Amsterdam (1999).
D'autres éditions des Tibetan Freedom Concert se sont encore déroulées à Tokyo en 2001, Taipei en 2003, puis Vienne et Genève en 2012.